# Île René-Levasseur
 (mai 2024).
Si vous disposez d'ouvrages ou d'articles de référence ou si vous connaissez des sites web de qualité traitant du thème abordé ici, merci de compléter l'article en donnant les références utiles à sa vérifiabilité et en les liant à la section « Notes et références ».
Pour les articles homonymes, voir Levasseur.
L'île René-Levasseur est une île artificielle dans la région québécoise de la Côte-Nord. Elle est la deuxième plus grande île du Québec (après Anticosti) et a été créée par la montée des eaux provoquée par la construction du barrage Daniel-Johnson en 1970. Elle se trouve donc entourée des eaux du réservoir Manicouagan.

## Toponymie
L'île René-Levasseur doit son nom à René Levasseur, ingénieur en chef pour Hydro-Québec du chantier du barrage maintenant nommé barrage Daniel-Johnson qui devait former le réservoir Manicouagan, et donc faire apparaître l'île. Il meurt à l'âge de 35 ans quelques jours avant l'inauguration du barrage.
On surnomme l'ensemble du réservoir et son centre non submergé « L'Œil du Québec ».

## Géographie

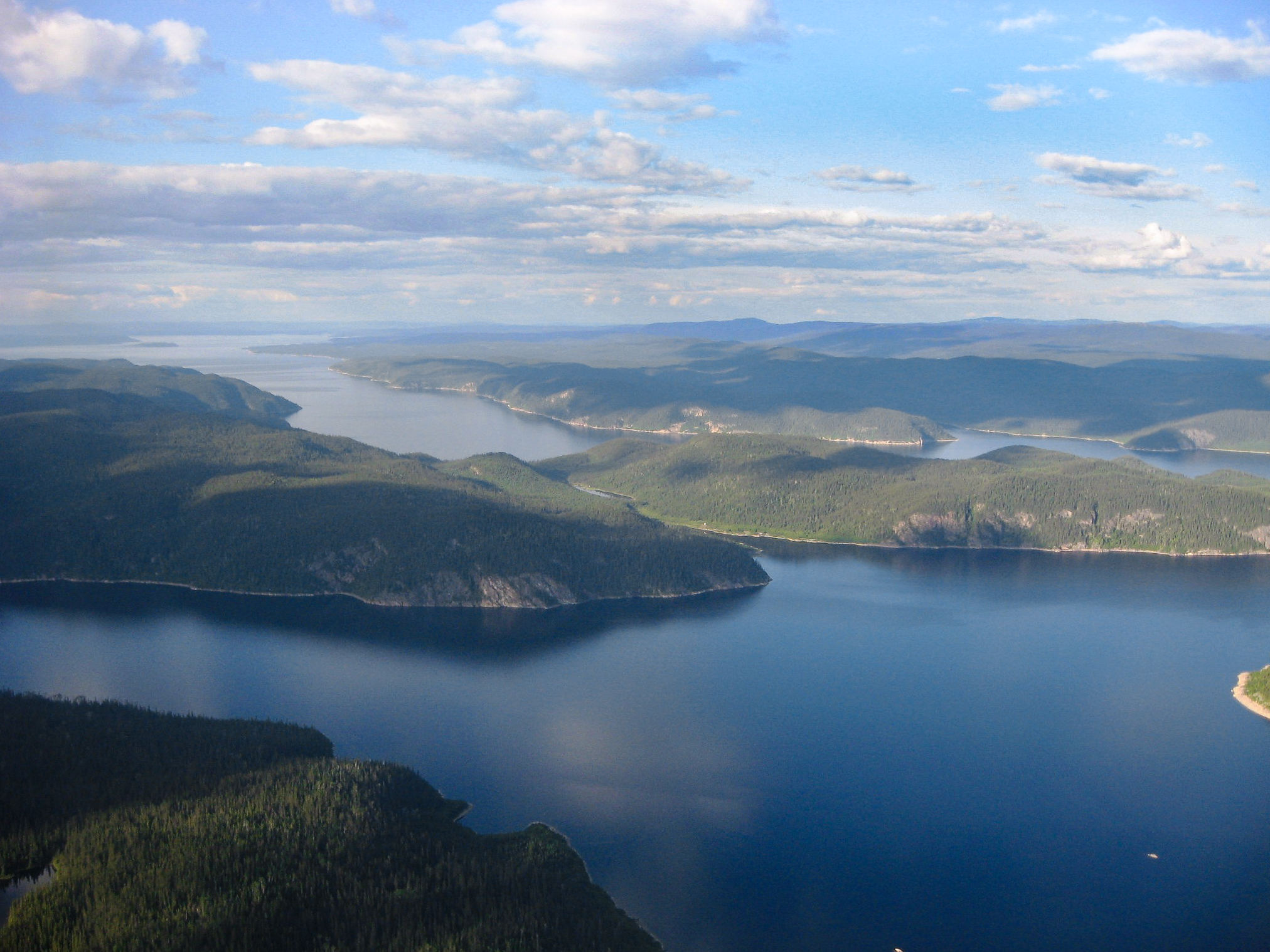
L'île René-Levasseur.

L'île est située dans la MRC de Manicouagan et dans une petite partie de la MRC de Caniapiscau, dans la Côte-Nord. D'une superficie de 2 020 km2 (soit plus que celle de 24 des 193 pays membres de l’ONU), elle comprend deux zones protégées, soit la réserve écologique Louis-Babel ainsi que la réserve de biodiversité de la Météorite. 

## Géologie
La forme caractéristique de l'île est due à un impact d'une météorite de cinq kilomètres de diamètre qui frappa la Terre, au Trias de l'ère mésozoïque il y a 214 millions d'années, à une vitesse d'environ 17 kilomètres par seconde. Il s'agit du quatrième plus fort impact que la planète ait connu. L'impact a formé un cratère météoritique d'environ 100 kilomètres de diamètre, le centre se soulevant pour former l'île telle qu'elle apparaît actuellement. Ce n'est cependant qu'à la suite de la mise en eau du réservoir Manic-5 que l'île acquiert son aspect annulaire, ce qui confirme la nature météoritique du réservoir comme le laissaient déjà supposer des roches « choquées » qui y ont été découvertes.

## Exploitation forestière de l'île

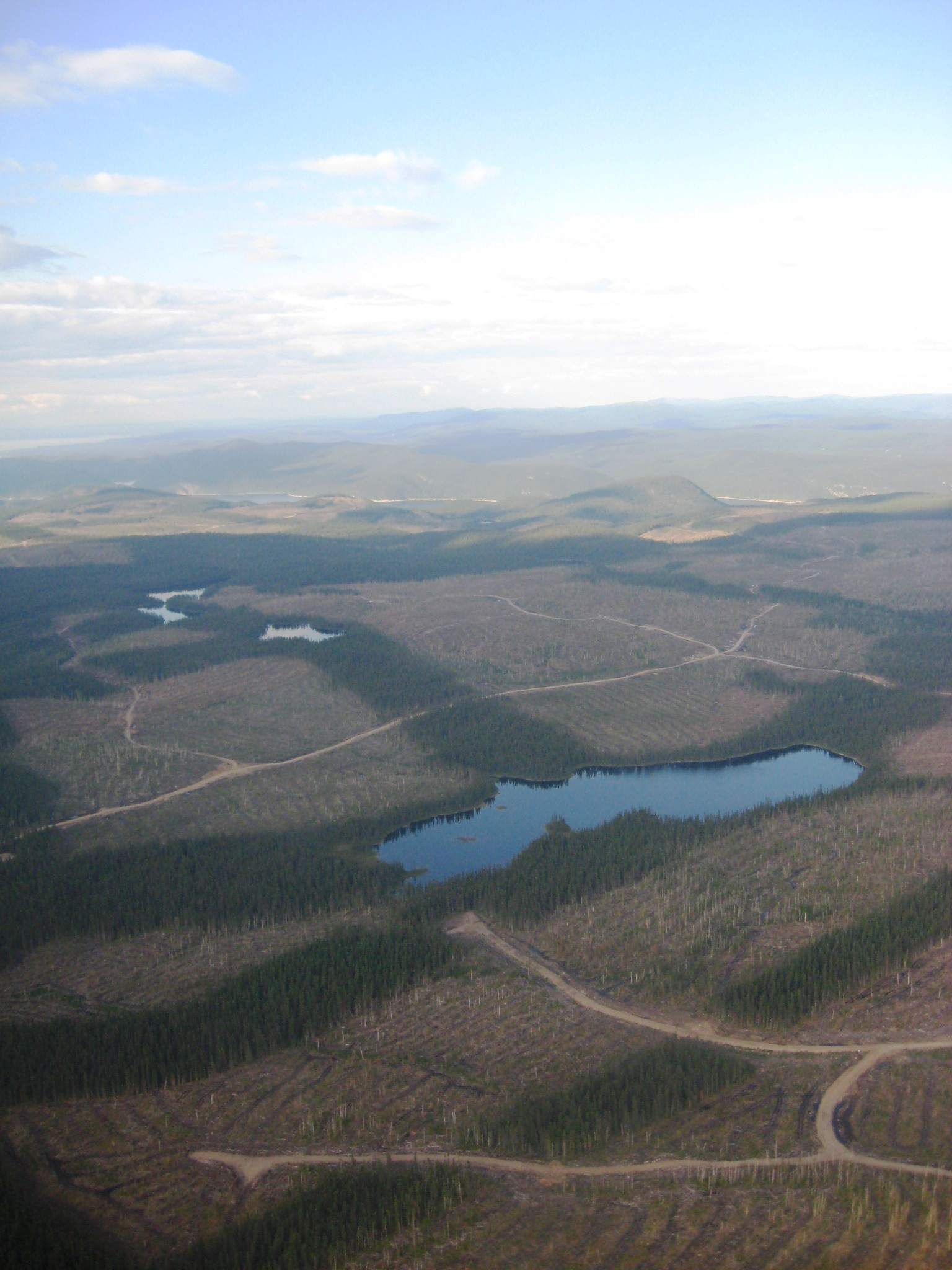
Aperçu des coupes effectuées par Kruger sur l'île René-Levasseur (photo prise à l'été 2007).

L'île René-Levasseur est depuis le début des années 2000 au centre d'une bataille juridique opposant la communauté innue de Pessamit (située à 50 km de Baie-Comeau) et l'organisme SOS-Levasseur au gouvernement du Québec, du Canada et la compagnie forestière Kruger inc. Le chef de la communauté, Raphaël Picard, fonde sa requête sur le manque de consultation de sa communauté et leur volonté de préserver leur territoire ancestral.
Le territoire de l'île a été concédé à la compagnie forestière en 1997, qui l'exploite depuis 2002. Il s'agit du point de coupe le plus septentrional du Québec ainsi que le plus coûteux à exploiter en tenant compte de l'insularité du territoire. Néanmoins, les droits de coupe, beaucoup moins élevés dans cette région que dans les zones plus au sud ainsi que la grande maturité des forêts de l'île font en sorte que l'exploitation y demeure rentable.
En juin 2005, la Cour supérieure du Québec a donné raison à la communauté de Pessamit et a temporairement ordonné l'arrêt des coupes sur l'île en attendant une décision plus approfondie du dossier. Ce jugement est renversé par la Cour d'appel au mois d'avril 2006 et autorise la compagnie Kruger à reprendre ses travaux forestiers.
En février 2008, un documentaire de Julien Fréchette concernant les enjeux entourant l'île René-Levasseur, Le Doigt dans l'Œil, sort en salle.